# Rytro

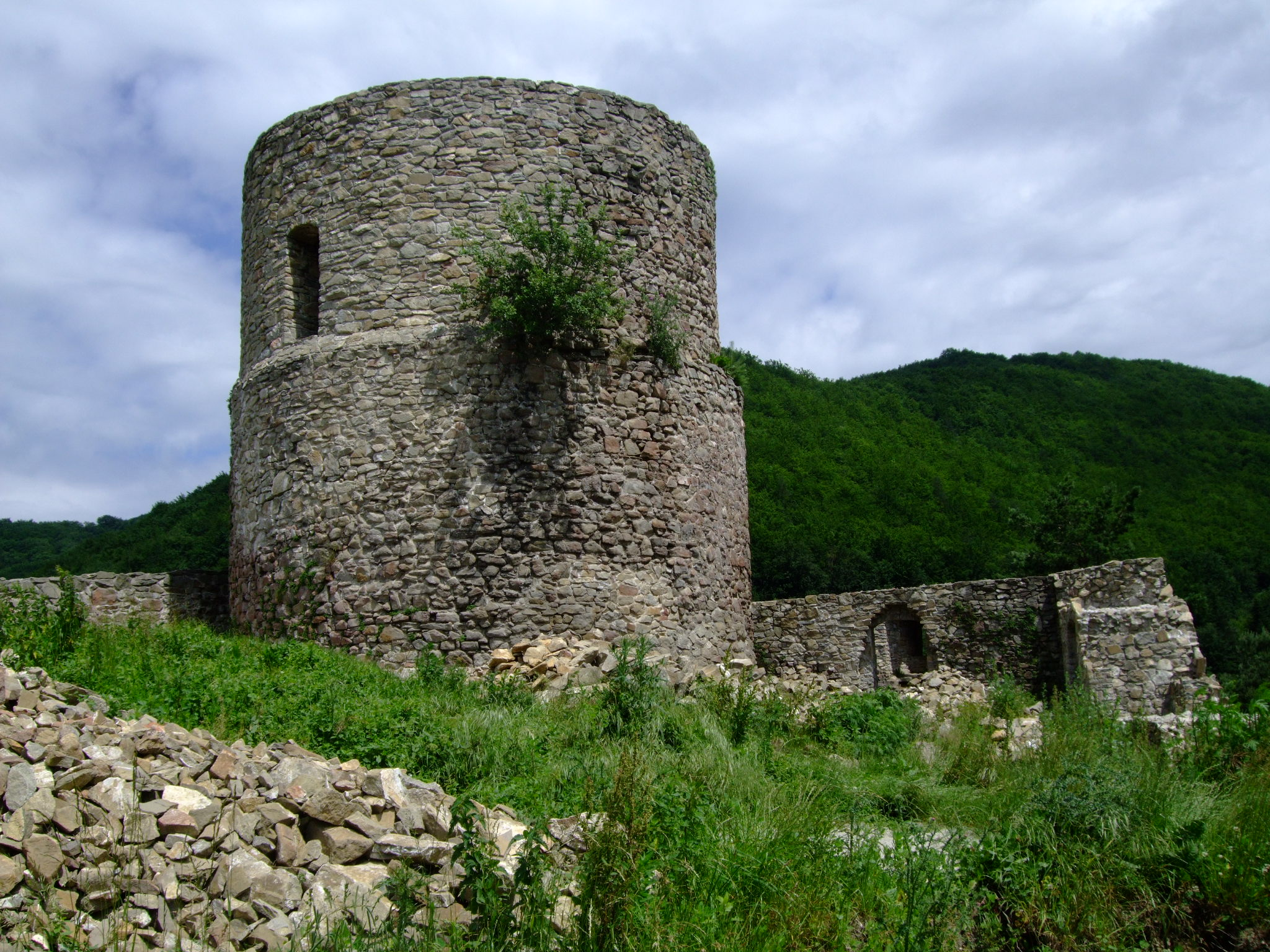
Ruiny zamku w Rytrze

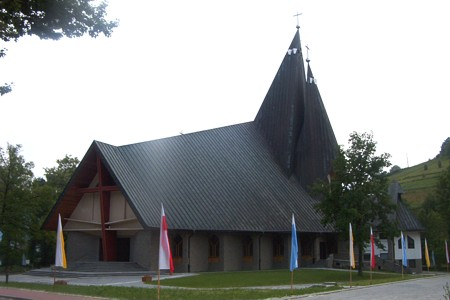
Kościół w Rytrze

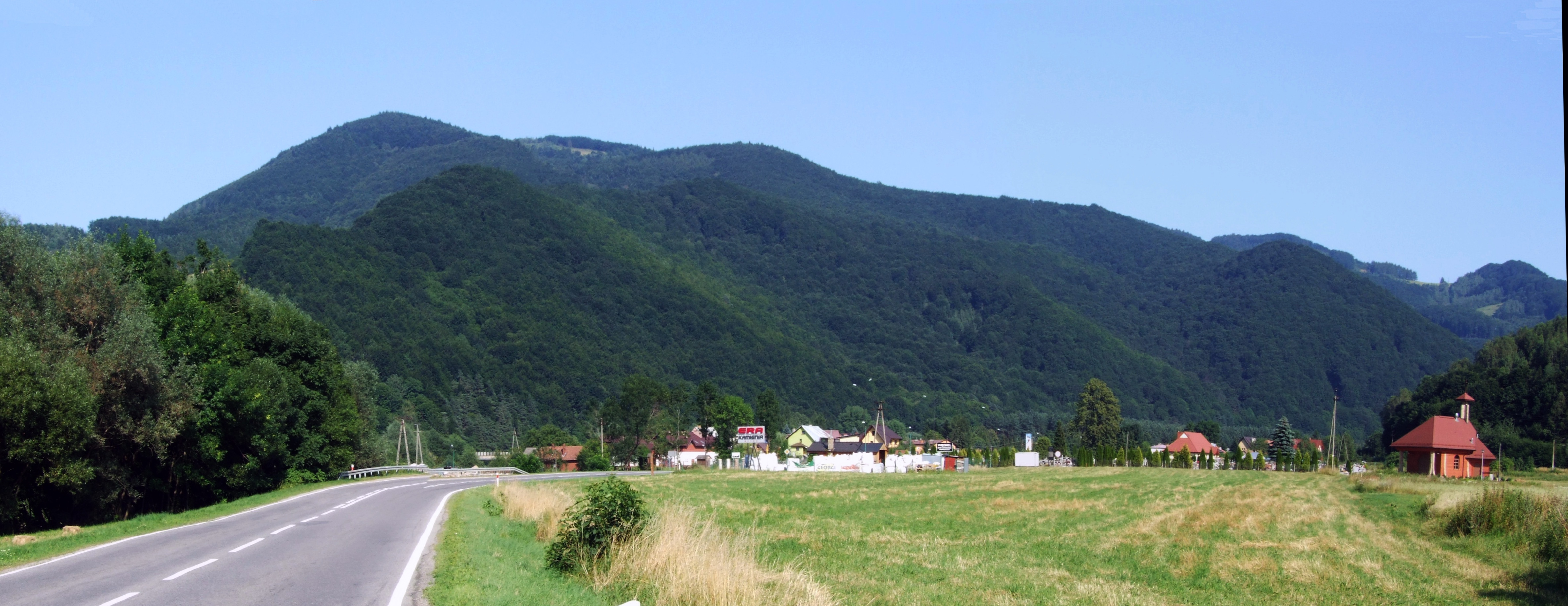
Makowica i wjazd do Rytra

Rytro – wieś w Polsce, położona w województwie małopolskim, w powiecie nowosądeckim, w gminie Rytro.
Wieś królewska Rytter, położona była w drugiej połowie XVI wieku w powiecie sądeckim województwa krakowskiego, należała do tenuty barcickiej.

## Położenie miejscowości
Położona jest w Beskidzie Sądeckim nad Popradem, u ujścia do niego Wielkiej Roztoki (Roztoczanki, Rytrzanki). Zabudowa wsi znajduje się wzdłuż przebiegającej nad Popradem drogi krajowej nr 87 i linii kolejowej 96 Tarnów – Leluchów, wciska się też w doliny Małej i Wielkiej Roztoki. Niektóre przysiółki rozrzucone są na zboczach wzgórz Połom i Mikołaska.
Graniczy od północy z Przysietnicą (krótki odcinek), Barcicami Górnymi i Wolą Krogulecką (gmina Stary Sącz). Od wschodu z Suchą Strugą, od południa z Obłazami Ryterskimi, a od zachodu z Młodowem (krótki odcinek) i z Roztoką Ryterską.
Jest siedzibą gminy Rytro. W latach 1975–1998 miejscowość należała do ówczesnego województwa nowosądeckiego.

## Integralne części wsi
| przysiółki | Dominików, Podmakowica, Życzanów |
| części wsi | Cyrchla, Kuligówka, Mikołaska, Mikuty, Osiedle koło Stadionu, Osiedle nad Popradem, Osiedle za Szkołą, Piaski, Połom Niżna, Połom Wyżna, Potok Kordowiec, Rytro-Centrum, Wilkówka, Zagórze |

Do końca 2017 roku częścią wsi był Podłubek. Miejscowość zniesiono 1 stycznia 2018.

## Historia
Dawne nazwy: castrum Ritter 1312, Ryttro 1446 (ta od niem. nazwy osobowej Ritter), Villa Rither (1564), Rytter (1575), Rytro (1886).
Swoje powstanie i nazwę wieś zawdzięcza zamkowi w Rytrze usytuowanemu na Górze Zamkowej (Zamczysko), nad Popradem (obecnie w granicach Suchej Strugi). Według tradycji biorącej początek z zapisu w „Księdze uposażeń diecezji krakowskiej” Jana Długosza z około 1475 r., około 1244 r. osiedlić się tu mieli niemieccy rycerze. Z tym faktem wiązana jest etymologia nazwy Rytro, wywodzona od niemieckiego słowa Ritter, czyli „rycerz”. Jan Długosz w tym samym dziele przytacza też rzekomy testament Piotra Wydżgi, opisujący skarby ukryte w górach w okolicach Rytra.
W okresie kilku ostatnich lat, pod nadzorem konserwatora zabytków, sukcesywnie odsłaniano i rekonstruowano ruiny zamku usytuowanego wysoko nad nurtem Popradu. W centrum wsi znajduje się Zajazd PTTK „Pod Roztoką” i „Willa Poprad” (w miejscu byłego „Zajazdu Ryterskiego”).

## Zabytki
Obiekt wpisany do rejestru zabytków nieruchomych województwa małopolskiego.
- Ruiny zamku.

### Inne zabytki
- Schron polowy (tradytor jednostronny) z 1939 r.

Położony jest na północny zachód od centrum Rytra, na górze Połom w pobliżu Limasów (część przysiółka Połom Wyżna). Zbudowali go w sierpniu 1939 r. saperzy z 2 Brygady Górskiej Armii Karpaty. Do wybuchu wojny saperzy zdążyli dobudowaċ jeszcze umocnienia polowe od strony południowej i zachodniej, z których spodziewano się niemieckiego ataku. Niemcy przybyli jednak od północy przez Łącko i Stary Sącz, a umocnienia okazały się nieprzydatne.

## Demografia
Ludność według spisów powszechnych, w 2009 r. wg PESEL.
| Rok    | 1900 | 1921 | 1931 | 2002 |
| Liczba | 162  | 178  | 251  | 401  |

| Zwierzęta | Konie | Bydło | Owce | Świnie |
| Liczba    | 39    | 401   | 194  | 112    |

## Ochotnicza straż pożarna
W Rytrze znajduje się jednostka ochotniczej straży pożarnej, która została założona w 1928 r. zaś od 20 czerwca 1997 r. znajduje się w krajowym systemem ratowniczo-gaśniczym; na wyposażeniu jednostki znajdują się samochody GLM 12 Mitsubishi L200 GBA 2,5/20, Mercedes Benz Atego 1429 i SRt Mercedes Benz 911.

## Znani rytrzanie i osoby związane z Rytrem
- Antoni Ludwik Broszkiewicz (1872–1936). Artysta malarz. W latach 1932–1936 mieszkaniec Rytra. Na skatalogowane 58 prac malarskich, 13 poświęcone było Rytru i okolicy.
- Edmund Cieczkiewicz (1872–1958). Artysta malarz. W latach 1948–1958 mieszkaniec Rytra. Zmarł tutaj 31 stycznia 1958 r. Pochowany na miejscowym cmentarzu.
- Franciszek Klag (1940–2013). Ksiądz katolicki. W latach 1985–2009 proboszcz parafii Rytro. Budowniczy nowego kościoła parafialnego, elektrowni wiatrowej i wodnej. Pochowany w Rytrze.
- Zygmunt Malik (1893–1941). Urodzony w Rytrze, major rezerwy WP. Uczestnik walk 1914–1921. Odznaczony Krzyżem Virtuti Militari V klasy (nr 1868). Podczas okupacji komendant placówki ZWZ w Starym Sączu. Zginął w Auschwitz-Birkenau w 1941 r.
- Józef Pogwizd (ur. 14 sierpnia 1940 w Rytrze). Artysta plastyk. Absolwent ASP Kraków. Plastyk wojewódzki 1977–1980. W latach 1995–2010 prezes ZPAP w Nowym Sączu.
- Stefan Pawlik (1924–1945). Partyzant AK. Patron Szkoły Podstawowej w Rytrze.
- Władysław Podgórski (1956–1976) – polski biegacz narciarski, olimpijczyk z Innsbrucku 1976.
- Piotr Ryterski herbu Topór. (Piotr z Pisar i Rytra, zwany Chorążycem) (?–1458). Rycerz, dworzanin królewski, od 1418 r. starosta ryterski.
- Józef Woźniacki (1909–1999). Ksiądz katolicki. Od 1945 do 1985 r. proboszcz i kanonik parafii św. Józefa Robotnika. Pochowany w Rytrze. Patron gimnazjum.
- Jan Brzeski (1923-2024). Żołnierz 24 pułku ułanów. W 1947 r. wrócił wraz z bratem do rodzinnej wsi. Jeden z ostatnich dwóch żyjących w Polsce maczkowców[17][18].

## Rytro w kulturze
6 grudnia 2011 r. w Rytrze rozpoczęły się zdjęcia do thrillera wojennego „Obława” w reżyserii Marcina Krzyształowicza. Obsadę filmu tworzą między innymi: Marcin Dorociński, Maciej Stuhr, Sonia Bohosiewicz i Weronika Rosati.
W Rytrze i okolicach kręcone były sceny do filmów:
- „Dziura w ziemi” (1970) – (Centrum Rytra, „Zajazd Ryterski”, dolina Wielkiej Roztoki Ryterskiej). Parokrotnie pada w filmie  nazwa Rytro ( 51' 15", 1h 08' 07"-10'09") filmu.
- „Fernando i humaniści” (1973) – w Roztoce Ryterskiej.

## Sport
W 2005 r. oddano do użytku narciarzy oświetlony i naśnieżany Ośrodek Narciarsko-Rekreacyjny Ryterski Raj na Jastrzębskiej Górze.
Od 2006 r. organizowany jest w Rytrze międzynarodowy Maraton Wyszehradzki z Podolińca na Słowacji do Rytra. Trasa jest atestowana przez Polski Związek Lekkiej Atletyki.
Na szczególną uwagę zasługują ryterscy biegacze i maratończycy, którzy stanowią bardzo liczną grupę. Reprezentują oni barwy gminy w kraju i za granicą. Startują m.in. w maratonie warszawskim, poznańskim, krakowskim, w Międzynarodowym Maratonie Pokoju w Koszycach na Słowacji i wielu, wielu innych sportowych imprezach. Do największych osiągnięć ryterskich biegaczy należy m.in. przebiegnięcie sztafetą Polski z południa na północ (ok. 800 km) w 2005 r. w ciągu niecałych 24 godzin, oraz przebiegnięcie trasy pielgrzymkowej z Rytra przez Tarnów do Częstochowy w 2006 r.

## Piesze szlaki turystyczne
Rytro jest punktem wypadowym w Pasmo Radziejowej (w kierunku zachodnim) i w Pasmo Jaworzyny Krynickiej (w kierunku wschodnim).
 Radziejowa – Wielki Rogacz – Kordowiec – Rytro – Schronisko Cyrla – Hala Pisana – Schronisko PTTK na Hali Łabowskiej (Główny Szlak Beskidzki)
 Rytro – Wdżary Wyżne – Schronisko PTTK na Przehybie – Szczawnica
 (gminny) Rytro – dojście do szlaku  z Przysietnicy do szlaku  na Prehybę